# Oligembia mini
Oligembia mini är en insektsart som beskrevs av Szumik 1991. Oligembia mini ingår i släktet Oligembia och familjen Teratembiidae. Inga underarter finns listade i Catalogue of Life.